# Vàng lồ
Vàng lồ, hoàng lồ hay mỏ quạ (danh pháp hai phần: Maclura cochinchinensis) là loài thực vật thuộc họ Dâu tằm. Loài này phân bố từ Trung Quốc, qua Đông Nam Á đến Australia.

## Hình ảnh

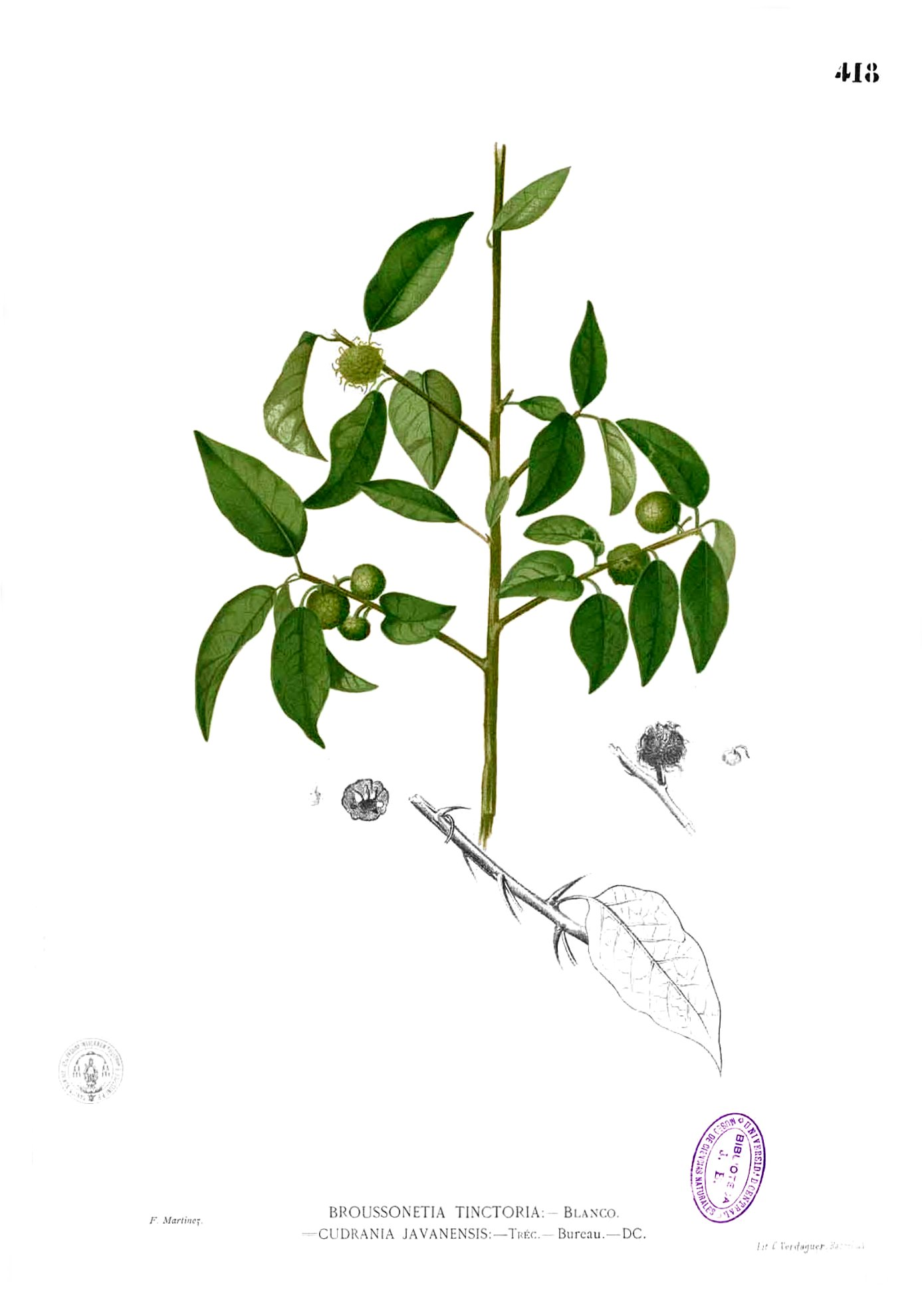
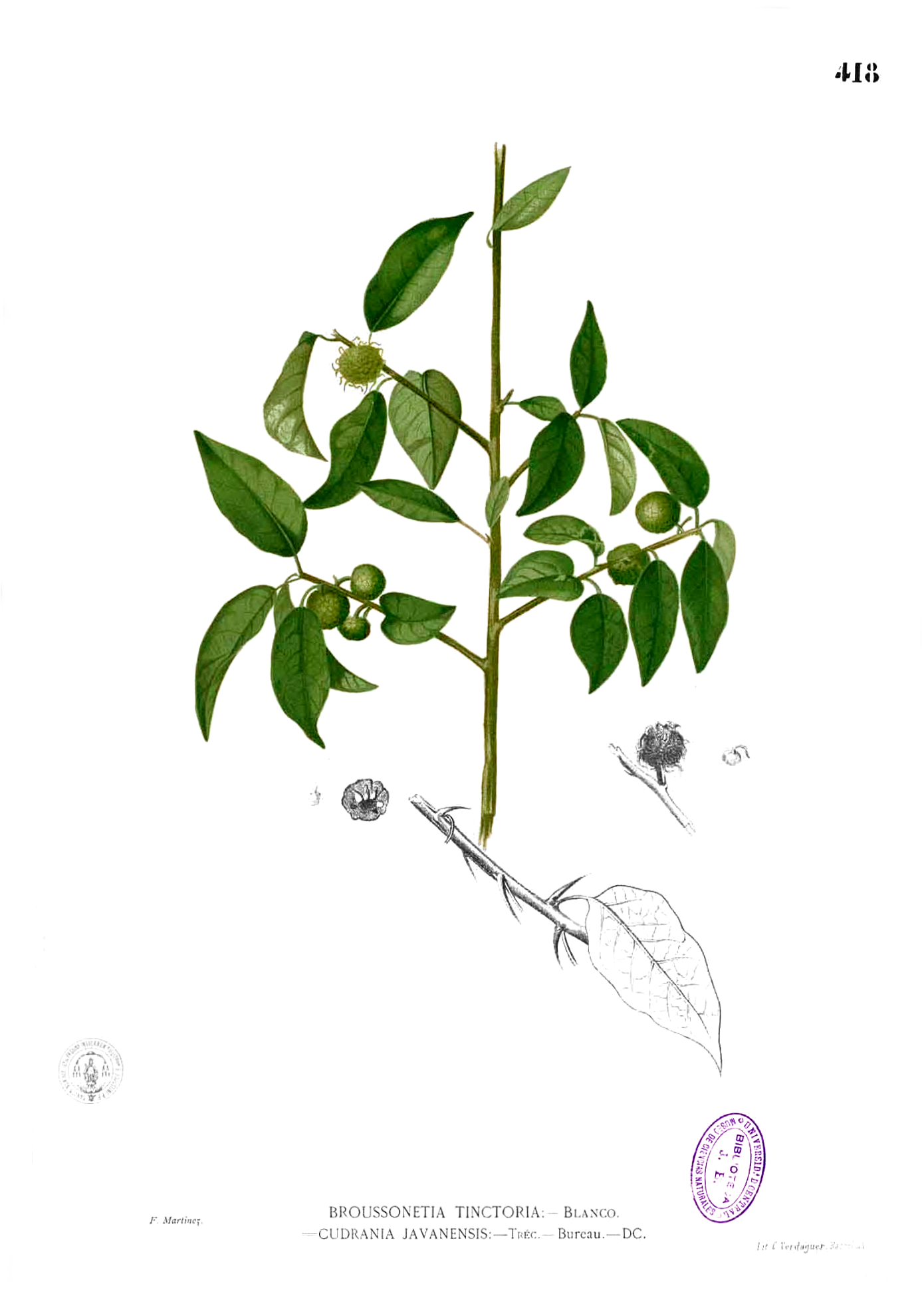
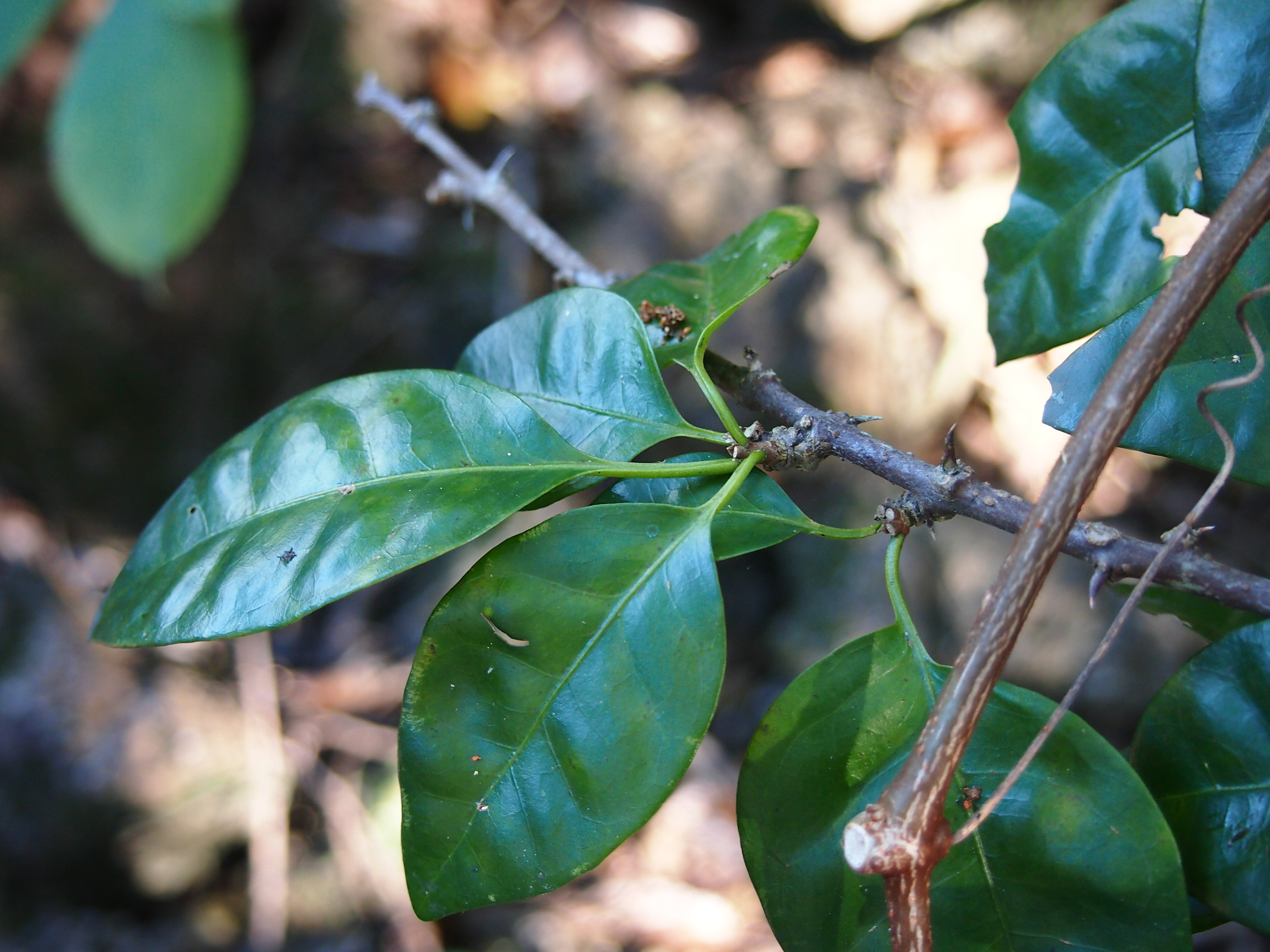